# Casino du Sud
Le casino du Sud est l'un des trois casinos de l'île de La Réunion, département et région d'outre-mer français dans le sud-ouest de l'océan Indien. Il est situé au 42, boulevard Hubert-Delisle, dans le centre-ville de Saint-Pierre, une commune du sud de l'île. Il dispose d'un restaurant appelé La Brasserie du Casino et appartient au même groupe que l'hôtel Villa Delisle voisin.